# Совет директоров
Совет директоров — орган управления в хозяйственных обществах (акционерных обществах и обществах с ограниченной ответственностью), который образуется путём избрания его членов на общем собрании участников (акционеров). Совет директоров должен принимать решения в интересах участников (акционеров).

## Одноуровневая и двухуровневая модели
В мировой практике используются две основные модели корпоративного управления акционерными обществами.
В Великобритании и США ключевой орган управления представляет собой единый совет директоров, в руках которого сосредоточены функции как надзора, так и управления. Для этого совет директоров формируется из исполнительных директоров, исполняющих роль управленцев, и независимых директоров, которые исполняют роли контролёров.
В странах континентальной Европы (включая Россию) может существовать как предыдущая модель, так и модель предусматривающая наличие наблюдательного совета, куда входят независимые директора, и правления, состоящего из менеджеров-управленцев. Так, двухуровневая модель управления в России существует у многих публичных акционерных обществ, такие как «Газпром», «Роснефть», «Российские железные дороги», «Ростелеком», «Аэрофлот», а в Германии — у таких акционерных обществ, как Deutsche Bahn, Deutsche Post и Deutsche Telekom; во Франции, наоборот, одноуровневую модель имеют ряд крупнейших компаний, такие как SNCF, Orange, La Poste, France Télévisions и Radio France.

## Отличительные особенности

### Россия
Согласно ФЗ «Об акционерных обществах» и ФЗ «Об обществах с ограниченной ответственностью» синонимом понятию «совет директоров» является понятие «Наблюдательный совет».
Членом совета директоров может быть избрано любое физическое лицо, даже не являющееся акционером или участником данного хозяйственного общества.
В то же время на членов совета директоров распространяются следующие ограничения:
- члены коллегиального исполнительного органа общества не могут составлять более одной четвёртой состава совета директоров общества.
- лицо, осуществляющее функции единоличного исполнительного органа, не может быть одновременно председателем совета директоров общества.

При совете директоров могут образовываться комитеты. Часто образуются комитет по кадрам и вознаграждениям, комитет по аудиту и т. д. Согласно законам США образование комитета по аудиту (в который могут входить только независимые директора) обязательно для публичных компаний.
Основной функцией совета директоров в акционерных обществах является осуществление общего руководства деятельностью общества, за исключением решения вопросов, отнесённых законом к компетенции общего собрания акционеров.
- для акционерных обществ с числом акционеров от пятидесяти и более — создание совета директоров обязательно;
- компетенция совета директоров, предусмотренная в законе, является для данного органа управления обязательной (кроме вопросов образования исполнительных органов и ревизионной комиссии, так как они могут быть отнесены уставом общества к компетенции общего собрания акционеров);
- количественный состав совета директоров не может быть менее чем пять членов;
- для общества с числом акционеров более одной тысячи количественный состав совета директоров не может быть менее семи членов;
- для общества с числом акционеров более десяти тысяч количественный состав совета директоров не может быть менее девяти членов;
- избрание членов совета директоров производится только путём кумулятивного голосования;
- члены совета директоров избираются общим собранием акционеров на срок до следующего годового общего собрания акционеров;
- досрочно не могут быть прекращены полномочия отдельного члена совета директоров (только всех сразу путём принятия соответствующего решения на общем собрании акционеров).

Совет директоров в обществах с ограниченной ответственностью
(ст. 32 ФЗ «Об обществах с ограниченной ответственностью»)
- закон не устанавливает целевого назначения совета директоров в ООО, а его компетенция, предусмотренная в законе, является для данного органа управления рекомендуемой;
- избрание членов совета директоров может производиться как путём кумулятивного голосования, так и путём определения простого большинства голосующих участников на общем собрании;
- в связи с практически полным отсутствием в законе ограничений в отношении порядка создания и осуществления деятельности совета директоров ООО, деятельность данного органа управления полностью зависит от содержания устава каждого конкретного ООО, а также внутренних документов, утверждённых общим собранием участников.

## Вознаграждение
Согласно международной практике внешним членам совета директоров рекомендуется назначать одинаковое базовое вознаграждение. Выплаты за работу в комитетах могут быть разными.
Работа в совете исполнительных директоров — менеджеров компании, как правило, дополнительно не оплачивается.

### Британский подход
Британский подход к формированию системы вознаграждения для внешних членов совета директоров подразумевает, что такой директор должен наблюдать за работой менеджмента. Он получает вознаграждение только за потраченное время.

### Американский подход
Американский подход принимает во внимание не только временны́е затраты, но и результаты деятельности: положительную динамику показателей компании. В этом случае вознаграждение выплачивается деньгами, акциями (или опционами) примерно в равных долях.

## Страхование ответственности
В странах Запада ответственность директоров обязательно страхуется.
Страхование ответственности директоров и управляющих (англ. D&O — Directors and officers liability insurance) заключается в следующем:
- страхуется ответственность, которая не покрывается возмещением со стороны компании. Такую ответственность может страховать как компания, так и сам директор.
- Страховка обычно включает возмещение компанией судебных издержек по предъявленным директору искам.
- Страховка предусматривает возмещение убытков компании, причиной которых стали действия директоров.

Страховщик может не выплатить возмещения в случае:
- доказанной халатности директора
- нечестности
- исков крупных акционеров компании
- исков, основанных на действиях властей[1].

## Председатель совета директоров
Председатель совета директоров избирается из членов совета директоров на первом заседании совета. Председатель должен относиться к компании, как к своей собственной, быть стратегом и инициатором изменений, быть своего рода наставником для генерального директора и топ-менеджеров — способствовать их развитию и личностному росту.
В задачи председателя также входит планирование работы совета: периодичность и продолжительность заседаний, формирование повестки дня и т. д. Во время заседаний он должен создавать позитивную рабочую обстановку в совете директоров, модерировать дискуссии, следить за регламентом, подводить итог обсуждения, формулировать вопросы для голосования и занесения в протокол.
Часто председатель совета директоров возглавляет комитет по кадрам и назначениям. В российских компаниях такой комитет может быть объединён с комитетом по вознаграждениям.

## Наблюдательный совет в производственных кооперативах
В численности более пятидесяти членов в кооперативе допустимо создание наблюдательного совета. Цель деятельности совета — осуществлять контроль за деятельностью исполнительных органов кооператива и решать иные вопросы в рамках компетенции.
Число членов наблюдательного совета и срок полномочий определяются собранием членов кооператива.
Заседания наблюдательного совета кооператива созываются раз в полгода или по мере необходимости. Члены наблюдательного совета кооператива не имеют полномочий представлять интересы кооператива.
Вопросы, которые относятся к компетенции наблюдательного совета кооператива, не могут быть рассмотрены исполнительными органами кооператива.